# Takakkaw
Takakkaw – wodospad położony na rzece Takakkaw, w Kanadzie (Kolumbia Brytyjska), w Parku Narodowym Yoho (Góry Skaliste), wysokości 366 (według innych źródeł 373 lub 254) metrów. Wodospad jest częścią kaskady o łącznej wysokości 504 metrów.